# Ida Barell
Ida Barell (Winterthur, 7 oktober 1856 - Bazel, 19 februari 1927) was een Zwitserse etnologe.

## Biografie
Ida Barell was een dochter van Rudolf Leuzinger, een stationsinspecteur. In 1876 huwde ze een eerste maal met Friedrich Eugen Studer, een drukker die overleed in 1896, en in dat jaar voor een tweede maal met Emil Barell. Ze vervoegde haar tweede echtgenoot naar de theeplantages van Hoffmann-La Roche in Opalgalla op Brits-Ceylon en naar de agentschappen van deze onderneming in Sint-Petersburg en Yokohama. Haar reiservaringen in Brits-Indië, op Ceylon en in Japan en Siberië verwerkte ze haar etnologische studies, waarin ze voornamelijk aandacht besteedde aan het epos van Ramayana en de Japanse leefgewoonten. Haar figuren voor het Wajang-schimmenspel uit het oosten van Java bevinden zich nu in het Bernisches Historisches Museum in Bern.

## Werken
- (de)  Japanische Tempelfeiern und Volksfeste, 2 vol., 1923.